# Охрофитовые водоросли
Охрофи́товые во́доросли, или охрофи́ты (лат. Ochrophyta, или Ochrophytina; от др.-греч. ὠχρός — «бледно-жёлтый»), — клада одноклеточных, колониальных и многоклеточных водорослей, относящихся к страменопилам (Stramenopiles), или гетероконтам (Heterokonta). Классифицируются как отдел Ochrophyta или Heterokontophyta, либо как подотдел Ochrophytina в составе отдела Gyrista.

## Строение
Таллом одноклеточный, колониальный или многоклеточный различного типа дифференциации (кроме сарциноидного и сифонокладального).

### Покровы и скелет
Некоторые представители охрофитов — голые жгутиконосцы, не имеющие покровных образований. У других имеется клеточная стенка, либо клетка покрыта органическими чешуйками, либо она находится внутри органического или минерального домика. У ряда групп развиты скелетные элементы из кремнезёма в виде панциря, чешуек или внутреннего скелета.

### Жгутиковый аппарат
Клетки обычно имеют два жгутика неравной длины. Иногда жгутик лишь один, но имеется два базальных тела (кроме представителей рода Pelagomonas, у которых и базальное тело одно).
На длинном жгутике в два ряда расположены мастигонемы (волоски). Как правило, мастигонемы трёхчастные, но у Pelagomonas они двухчастные.

### Митохондрии
Митохондрии с трубчатыми кристами.

### Хлоропласты
Хлоропласты у этой группы появились в результате вторичного эндосимбиоза. Внутренними симбионтами гетеротрофного предка охрофитов стали красные водоросли.
Оболочка хлоропластов состоит из четырёх мембран. Две внутренние мембраны принадлежат собственно хлоропласту, полученному от красных водорослей, а остальные две входят в состав хлоропластной эндоплазматической сети, которая часто является продолжением мембраны ядра. В перипластидном пространстве между двумя парами мембран находится перипластидная сеть.
Ламеллы состоят из трёх тилакоидов каждая. У представителей многих групп имеется опоясывающая ламелла.
Характерны хлорофиллы a, c1, c2, c3, они могут присутствовать в разных комбинациях. Кроме хлорофилла присутствуют дополнительные фотосинтетические пигменты: фукоксантин (маскирует цвет хлоропласта, превращая его из зелёного в бурый), вошериаксантин.

### Глазок
Глазок образован липидными глобулами с каротиноидными пигментами. У эвстигматофициевых он располагается вне хлоропласта, а у остальных групп — в хлоропласте.

### Вакуоли
В цитоплазме есть вакуоли, в которых запасаются питательные вещества (в основном в форме хризоламинарина).

## Размножение
Для охрофитовых характерны все виды размножения: вегетативное (делением пополам у одноклеточных или фрагментация у колониальных форм), бесполое (зооспорами и апланоспорами), половое (изогамия, гетерогамия, оогамия, хологамия).

## Образ жизни
Большинство представителей охрофитов — автотрофы, способные к фотосинтезу. Однако встречаются также гетеротрофные и миксотрофные формы.

## Среда обитания
Среди охрофитовых водорослей имеются морские, пресноводные и почвенные группы.

## Классификация

### Таксономическая история
Охрофитовые водоросли были описаны протозоологом Томасом Кавалье-Смитом в 1986 году как подотдел Ochrista (по типовому представителю — роду Ochromonas). Поскольку в дальнейшем эта группа рассматривалась как отдел, в 1996 году Кавалье-Смит и Чао исправили её написание на Ochrophyta, чтобы соответствовать правилу МКН, согласно которому названия отделов должны оканчиваться суффиксом -phyta. В 2018 году Кавалье-Смит переклассифицировал охрофитовые водоросли как подотдел Ochrophytina (суффикс -phytina соответствует подотделам) в составе отдела Gyrista, включающего также гетеротрофов Pseudofungi и Bigyromonada. Клады Gyrista и Bigyra составляют две основные ветви в составе группы Stramenopiles или Heterokonta. В классификации Кавалье-Смита гетероконты классифицируются как надотдел царства Chromista.
В рамках макросистемы живущих организмов, предложенной в 2015 году М. Руджеро с соавторами, Ochrophyta классифицируются как отдел в составе надотдела Heterokonta, наряду с отделами Bigyra и Pseudofungi (включая Bigyromonadea) . Согласно классификации, рекомендованной Международным обществом протистологов в 2019 году, Ochrophyta являются таксоном в составе клады Stramenopiles, которая, в свою очередь, относится к кладе Sar в составе Diaphoretickes.
В 2023 году альгологи Майкл Гири, Ойвинд Моэструп и Роберт Андерсен предложили классифицировать охрофитовые водоросли как отдел Heterokontophyta, сославшись на то, что, хотя название Ochrophyta предпочитается протистологами и протозоологами, название Heterokontophyta является более привычным для альгологов. Название Heterokontophyta происходит от наименования класса Heterokontæ, введённого финским биологом Александром Фердинандом Лютером в 1899 году для включения порядков Chloromonadales и Confervales, позже разделённых на Xanthophyceae и Raphidophyceae. Это название относится к наличию двух неодинаковых жгутиков — признаку, характерному для представителей клады страменопилов, или разножгутиковых организмов, к которой относятся охрофитовые водоросли. Основываясь на результатах исследований, проведённых при помощи электронной микроскопии, в 1978 году Кристиан ван ден Хук описал Heterokontophyta как отдел, включающий пять классов: Chrysophyceae, Xanthophyceae, Bacillariophyceae, Phaeophyceae и Chloromonadophyceae. Для обозначения отдела, включающего охрофитовые водоросли, использовались также названия Chromophyta, Heterokonta и Stramenopiles, но они не являются валидными в рамках МКН. Поскольку Хук не предоставил латинского описания отдела Heterokontophyta, что являлось требованием МКН до 2011 года, это название также не было валидным. В 2023 году Гири, Мёструп и Андерсен формально описали отдел Heterokontophyta.
Лейпе и соавторы (1994) обозначили охрофитовые водоросли именем Stramenochromes, которое Кавалье-Смит, Чао и Аллсопп (1995) охарактеризовали как «совершенно ненужное новое название».

### Дочерние таксоны
Согласно обзору Майкла Гайри, опубликованному в 2024 году, науке известно 23 314 видов охрофитовых водорослей в составе 1 781 рода, из них 2 262 вида являются ископаемыми.
Тип (отдел) Ochrophyta — Охрофитовые водоросли
- Подтип (подотдел) Phaeista

- Инфратип (инфраотдел) Limnista

- Класс Eustigmatophyceae — Эвстигматофициевые водоросли
- Класс Chrysophyceae — Золотистые водоросли (включая синуровые водоросли, иногда выделяемые в самостоятельный класс)
- Класс Picophagea

- Инфратип (инфраотдел) Marista

- Надкласс Hypogyristia

- Класс Hypogyristea (включая пелагофициевые, пединеллофициевые, диктиохофициевые и пингвофициевые водоросли, иногда выделяемые в самостоятельные классы)

- Надкласс Raphidoistia

- Класс Raphidophyceae — Рафидофициевые водоросли

- Надкласс Fucistia

- Класс Chrysomerophyceae
- Класс Xanthophyceae — Жёлто-зелёные водоросли
- Класс Phaeophyceae — Бурые водоросли (включая феотамниофициевые водоросли, иногда выделяемые в самостоятельный класс)

- Подтип (подотдел) Khakista

- Класс Bolidophyceae — Болидофициевые водоросли
- Класс Diatomeae — Диатомовые водоросли

Тип (отдел) Gyrista Cavalier-Smith, 1998 stat. n.
- Подтип (подотдел) Bigyromonada Cavalier-Smith, 1998
- Подтип (подотдел) Pseudofungi Cavalier-Smith, 1986
- Подтип (подотдел) Ochrophytina Cavalier-Smith, 1986 — Охрофитовые водоросли
  - Инфратип (инфраотдел) Chrysista Cavalier-Smith, 1991
    - Надкласс Limnistia Cavalier-Smith, 1996 emend. 2006
      - Класс Eustigmatophyceae Hibberd & Leedale, 1971 — Эвстигматофициевые водоросли
      - Класс Chrysomonadea Saville-Kent, 1881 stat. n.  Pascher, 1910 emend. auct. (=Chrysophyceae) — Золотистые водоросли
      - Класс Picophagea Cavalier-Smith, 2006 em. (= Synchromophyceae Horn et al., 2007)

    - Надкласс Raphidoistia Cavalier-Smith, 1986 orth. mut. 2006
      - Класс Raphidomonadea Chadefaud ex Silva, 1980
        - Подкласс Raphidophycidae Cavalier-Smith in Cavalier-Smith and Scoble, 2013 — Рафидофициевые водоросли
        - Подкласс Raphopoda Cavalier-Smith in Cavalier-Smith and Scoble, 2013

    - Надкласс Fucistia Cavalier-Smith, 1995
      - Класс Chrysomerophyceae Cavalier-Smith in Cavalier-Smith et al., 1995
      - Класс Xanthophyceae Allorge ex Fritsch, 1935 — Жёлто-зелёные водоросли
      - Класс Aurophyceae Cavalier-Smith in Cavalier-Smith and Scoble, 2013
        - Подкласс Aurearenophycidae Kai et al. 2008 stat. n. Cavalier-Smith in Cavalier-Smith and Scoble, 2013
        - Подкласс Phaeothamniophycidae Cavalier-Smith in Cavalier-Smith & Chao, 2006 em. 2013 (= класс Phaeothamniophyceae Andersen & Bailey in Bailey et al., 1998) — Феотамниофициевые водоросли

      - Класс Phaeophyceae Kjellman, 1891 — Бурые водоросли (в широком смысле)
        - Подкласс Schizocladiophycidae Cavalier-Smith in Cavalier-Smith & Scoble, 2013 (=Schizocladiophyceae Henry et al. in Kawai et al., 2003)
        - Подкласс Melanophycidae Rabenhorst, 1863 stat. n. Cavalier-Smith & Chao, 2006 (бурые водоросли в узком смысле)

  - Инфратип (инфраотдел) Diatomista Derelle et al. ex Cavalier-Smith, 2017
    - Надкласс Hypogyrista Cavalier-Smith, 1995 stat. n. 2006
      - Класс Dictyochophyceae Silva, 1980 — Диктиофициевые водоросли
        - Подкласс Pedinellia (=Pedinellophycidae =Actinochrysea/ia)  Cavalier-Smith, 1986 — Пединеллофициевые водоросли
        - Подкласс Pelagophycidae Andersen & Saunders 1993 ex Cavalier-Smith in Cavalier-Smith & Chao, 2006 — Пелагофициевые водоросли
        - Подкласс Sulcophycidae Cavalier-Smith in Cavalier-Smith & Scoble, 2013

      - Класс Pinguiophyceae Kawachi et al., 2002 — Пингвофициевые водоросли

    - Надкласс Khakista Cavalier-Smith, 2000 (как подотдел) stat. n.
      - Класс Bolidophyceae Guillou and Chretiennot-Dinet, 1999 — Болидофициевые водоросли
        - Класс Diatomeae Dumortier, 1822 stat. n. auct. (syn. Bacillariophyceae) — Диатомовые водоросли
          - Подкласс Corethrophycidae Round and Crawford, 1990
          - Подкласс Rhizosoleniophycidae Round and Crawford, 1990
          - Подкласс Eucentricophycidae Cavalier-Smith, 2000
          - Подкласс Bacillariophycidae Pennatia Schütt, 1896 (=Pennatophycidae)

Ochrophyta Cavalier-Smith, 1986 — Охрофитовые водоросли
- Chrysista Cavalier-Smith, 1986
  - Chrysophyceae Pascher, 1914 — Золотистые водоросли
    - Chromulinales Pascher, 1910
    - Hibberdiales Andersen, 1989
    - Ochromonadales Pascher, 1910
    - Paraphysomonadida Scoble & Cavalier-Smith, 2014
    - Synurales Andersen, 1987

  - Eustigmatales Hibberd, 1981
  - Phaeophyceae Hansgirg, 1886 [Kjellman, 1891; Pfitzer, 1894] — Бурые водоросли
    - Ascoseirales Petrov, 1964
    - Desmarestiales Setchell & Gardner, 1925
    - Dictyotales Bory de Saint-Vincent, 1828
    - Discosporangiales Kawai et al., 2007
    - Ectocarpales Bessey, 1907
    - Fucales Bory de Saint-Vincent, 1927
    - Ishige Yendo, 1907 = Ishigeacea Okamura, 1935, Ishigeales Cho et al., 2004
    - Laminariales Migula, 1908
    - Nemoderma Schousboe ex Bonnet, 1892 = Nemodermatales Parente et al., 2008
    - Onslowiales Draisma & Prud’homme van Reine, 2008
    - Ralfsiales Nakamura ex Lim & Kawai, 2007
    - Scytothamnales Peters & Clayton, 1998
    - Sphacelariales Migula, 1908
    - Sporochnales Sauvageau, 1926
    - Syringodermatales Henry, 1984
    - Tilopteridales Bessey, 1907

  - Phaeothamniophyceae Andersen & Bailey in Bailey et al., 1998
    - Phaeothamniales Bourrelly 1954, 
    - Pleurochloridales Ettl, 1956

  - Raphidophyceae Chadefaud, 1950 
  - Schizocladia Henry et al. in Kawai et al., 2003 = Schizocladales Kawai et al., 2003
  - Xanthophyceae Allorge, 1930 — Жёлто-зелёные водоросли
    - Tribonematales Pascher, 1939
    - Vaucheriales Bohlin, 1901
- Diatomista Derelle et al., 2016
  - Bolidophyceae Guillou et al., 1999 = Parmales Booth & Marchant, 1987
  - Diatomeae Dumortier, 1821 = Bacillariophyta Haeckel, 1878 — Диатомовые водоросли
  - Dictyochophyceae Silva, 1980 — Диктиофициевые водоросли
    - Dictyochales Haeckel, 1894
    - Pedinellales Zimmermann et al., 1984
    - Rhizochromulinales O’Kelly & Wujek, 1994

  - Pelagophyceae Andersen & Saunders, 1993
    - Pelagomonadales Andersen & Saunders, 1993
    - Sarcinochrysidales Gayral & Billard, 1977

  - Pinguiophyceae Kawachi et al., 2003 — Пингвофициевые водоросли

После публикации приведённых выше классификаций различными группами исследователей было описано несколько новых классов охрофитовых водорослей, относящихся к кладе Chrysista:
- Chrysoparadoxophyceae Wetherbee et al., 2019 (только Aurearena cruciata)[26];
- Olisthodiscophyceae Barcytė, Eikrem & M. Eliáš, 2021 (только род Olisthodiscus)[27];
- Phaeosacciophyceae R. A. Andersen, L. Graf & H. S. Yoon, 2020[28].

В 2009 И. Рийсберг и соавторы на основе ультраструктурных и молекулярно-биологических данных предложили перенести диктиохофициевые и пелагофициевые водоросли в состав подотдела Khakista в качестве самостоятельных классов Dictyochophyceae и Pelagophyceae соответственно. В 2016 году Р. Дерелл и соавторы разработали классификацию охрофитовых водорослей, согласно которой все охрофиты подразделяются на две клады: Chrysista и Diatomista. Хотя клада Diatomista соответствует Khakista в понимании Рийсберга и соавторов, Дерелл и соавторы утверждают, что, во избежание путаницы, название Khakista предпочтительно ограничить его традиционным пониманием, включив Khakista и близкие к ним группы в состав Diatomista.